# Austria na Zimowej Uniwersjadzie 2009
Austrię na Zimowej Uniwersjadzie 2009 w Harbinie reprezentowało 26 zawodników.

## Medale

### Złoto
- David Unterberger - skoki narciarskie, skocznia duża
- Andreas Lausegger - snowboard, snowboardcross
- Anja Puggl - snowboard, slalom równoległy
- Katrin Ofner - narciarstwo dowolne, ski cross

### Srebro
- Michael Sablatnik - narciarstwo alpejskie, zjazd
- Andreas Lausegger - snowboard, slalom równoległy
- Stefan Kaiser, David Unterberger, Bastian Kaltenböck - skoki narciarskie, skocznia normalna drużynowo

### Brąz
- Bastian Kaltenböck - skoki narciarskie, skocznia normalna
- Benjamin Kreiner - kombinacja norweska, indywidualnie

## Kadra

### Łyżwiarstwo figurowe
- Denise Koegl
- Manuel Koll

### Narciarstwo alpejskie
- Michael Sablatnik
- Thomas Schwab

### Biegi narciarskie
- Thomas Ebner
- Thomas Grader
- Lukas Hechl
- Christof Sabransky

### Skoki narciarskie
- Manuel Fettner
- Nicolas Fettner
- Stefan Kaiser
- Bastian Kaltenböck
- Daniel Lackner
- David Unterberger

### Kombinacja norweska
- Matija Druml
- Carlos Kammerlander
- Benjamin Kreiner

### Snowboard
- Marzia Dibella
- Sebastian Kislinger
- Andreas Lausegger
- Andrea Minarik
- Johanna Moser
- Anja Puggl

### Narciarstwo dowolne
- Daniel Klocker
- Clara Marsan
- Katrin Ofner